# Рыбалка, Григорий Леонтьевич
Григорий Леонтьевич Рыбалка (16 апреля 1911, Золотоноша, Полтавская губерния — 2 марта 1990, Львов) — советский военачальник, генерал-майор (1955 год).

## Начальная биография
Григорий Леонтьевич Рыбалка родился 16 апреля 1911 года в городе Золотоноша ныне Черкасской области Украины.
Работал на государственных мельницах в городе Золотоноша и на станции Гришино (Сталинская область).

## Военная служба

### Довоенное время
16 ноября 1931 года призван в ряды РККА и направлен в 295-й стрелковый полк (99-я стрелковая дивизия), в составе которого учился в полковой школе и по её окончании в сентябре 1931 года переведён на учёбу в Киевскую военную школу связи имени М. И. Калинина, после окончания которой в октябре 1934 года направлен в школу младшего комсостава при отдельном батальоне связи (51-я стрелковая дивизия), дислоцированной в Одессе, где служил командиром взвода, командиром роты, начальником школы младшего комсостава и ответственным секретарём партбюро.
В августе 1939 года направлен на учёбу в Военно-политическую академию имени В. И. Ленина, после окончания которой в мае 1941 года оставлен при академии и назначен командиром батальона и преподавателем тактики курсов политсостава.

### Великая Отечественная война
С началом войны находился на прежней должности.
В сентябре 1941 года старший политрук Г. Л. Рыбалка направлен на курсы высшего и старшего политсостава работников штабов соединений при Военной академии имени М. В. Фрунзе, по окончании которых в октябре того же года назначен военкомом штаба 51-й стрелковой бригады, формировавшейся на станции Нурлат (Приволжский военный округ). По завершении формирования бригада в декабре была передислоцирована на Северо-Западный фронт, где включена в состав 4-й ударной армии, после чего принимала участие в боевых действиях в районе Суража и Велижа во время Торопецко-Холмской операции, во время которых исполнял должности командира взвода, роты, батальона и полка. В апреле 1942 года на базе бригады была сформирована 119-я стрелковая дивизия, а батальонный комиссар Г. Л. Рыбалка назначен на должность военкома штаба этой же дивизии, однако в мае переведён на строевую должность и назначен командиром 365-го стрелкового полка в составе этой же дивизии, а в сентябре — на должность заместителя командира 119-й стрелковой дивизии по строевой части, после чего принимал участие в контрнаступлении под Сталинградом. 16 декабря 119-я стрелковая дивизия была преобразована в 54-ю гвардейскую и затем принимала участие в ходе Среднедонской наступательной операции и затем в наступательных боевых действиях по направлении на Морозовский, Тацинская и Белая Калитва и затем участвовала в оборонительных боях в районе Весёлая Тарасовка. В июле 1943 года подполковник Г. Л. Рыбалка назначен командиром 54-й гвардейской стрелковой дивизии, которая в августе принимала участие в прорыве Миус-фронта в ходе Донбасской наступательной операции и освобождении городов Иловайск, Макеевка и Сталино. В ходе этих боёв Г. Л. Рыбалка ранен, после чего лечился в госпитале.
После выздоровления в ноябре 1943 года назначен на должность заместителя командира 50-й гвардейской стрелковой дивизии, которая принимала участие в ходе Мелитопольской, Никопольско-Криворожской и Березнеговато-Снигирёвской наступательных операций. В июле 1944 года дивизия была передислоцирована на 1-й Белорусский фронт и включена в состав 28-й армии, после чего участвовала в Бобруйской, Минской и Люблин-Брестской наступательных операциях. В период с 30 августа по 24 ноября 1944 года исполнял должность командира этой же дивизии. В октябре 50-я гвардейская стрелковая дивизия передислоцирована в район Мариамполь (Латвия) с целью прикрыть подступы к городу Шталлупенен.
20 января 1945 года полковник Г. Л. Рыбалка назначен на должность командира 152-й стрелковой дивизии (3-й Белорусский фронт), которая принимала участие в ходе Восточно-Прусской и Инстербургско-Кёнигсбергской наступательных операций и в боевых действиях против восточно-прусской группировки войск противника. К 20 апреля дивизия была передислоцирована на 1-й Украинский фронт, после чего участвовала в Берлинской наступательной операции, в ходе которой вела боевые действия южнее Берлина и в центре города. 2 мая заняла ст. Шарлоттенбург, после чего была участвовала в ходе Пражской наступательной операции и к 10 мая вышла в район Юлпуст.

### Послевоенная карьера
После окончания войны находился на прежней должности.
В апреле 1946 года полковник Г. Л. Рыбалка направлен на учёбу Высшую военную академию имени К. Е. Ворошилова, после окончания которой в апреле 1948 года назначен командиром 40-й отдельной стрелковой бригады (Уральский военный округ).
С октября 1949 года состоял в распоряжении Управления по внешним сношениям Генштаба и в июне 1953 года назначен на должность заместителя командира 24-й стрелковой дивизии (Прикарпатский военный округ), а в июле 1954 года — на должность командира 15-й гвардейской стрелковой дивизии.
С января 1959 года находился в распоряжении командующего войсками Закарпатского военного округа и вскоре назначен начальником Львовских межокружных курсов усовершенствования и переподготовки офицерского состава. После расформирования курсов с февраля 1960 года находился в распоряжении Военного совета округа и в сентябре того же года назначен на должность заместителя командира 28-го армейского корпуса, а 31 июля 1962 года — на должность военного комиссара Львовского областного военкомата.
Генерал-майор Григорий Леонтьевич Рыбалка 27 мая 1967 года вышел в запас. Умер 2 марта 1990 года во Львове.

## Награды
- Три ордена Красного Знамени (30.04.1943, 18.09.1943, 17.05.1951);
- Орден Суворова 2 степени (29.05.1945);
- Орден Кутузова 2 степени (19.04.1945);
- Три ордена Отечественной войны 1 степени (24.07.1944, 31.07.1944, 06.04.1985);
- Орден Красной Звезды (06.11.1945);
- Медали.

Иностранные награды
- Крест Храбрых (ПНР; 19.12.1968);
- Орден «23 августа» IV степени (Румыния, 19.09.1959);
- Медаль «25 лет освобождения Румынии».